# Jack Smith (Regisseur)
Jack Smith (* 14. November 1932 in Columbus, Ohio; † 25. September 1989 in New York) war ein US-amerikanischer Filmregisseur und einer der Pioniere des amerikanischen Underground-Films.

## Leben
Smith gilt als einer der ersten Vertreter jener Ästhetik, die später als Camp bezeichnet wird: bewusster Einsatz einfacher Produktionsmittel, zugleich überschwängliches Zitieren von Versatzstücken der amerikanischen Populärkultur. Sein Einfluss lässt sich beispielsweise in den Filmen von Andy Warhol (mit dem er befreundet war) und John Waters nachweisen, außerdem in der Arbeit von bildenden Künstlern wie Cindy Sherman, Mike Kelley, den Brüdern George und Mike Kuchar oder bei Theaterregisseur Robert Wilson.
Die berühmteste (und berüchtigtste) Produktion Smiths ist der 1963 entstandene Film Flaming Creatures. Die Arbeit, eine Travestie von Hollywood-B-Filmen wie Ali Baba und Hommage an die Schauspielerin María Montez, wurde wegen angeblich pornographischer Darstellungen bei der Premiere beschlagnahmt und durfte jahrzehntelang nicht gezeigt werden.
Der puerto-ricanische Transvestit Mario Montez war der Hauptdarsteller seines nächsten Films Normal Love (1963), mit 80 Minuten Smiths einzige Produktion, die an konventionelle Filmlaufzeiten heranreicht. Der Großteil seines Œuvres besteht aus Kurzfilmen, darunter viele, die im Rahmen von Performances aufgeführt wurden. Smith wurde während der Dreharbeiten zu Normal Love von Andy Warhol gefilmt, die Dokumentation wurde während einer Aufführung im März 1964 von der Polizei ebenfalls wegen Obszönität beschlagnahmt.
Neben seiner eigenen filmischen Arbeit trat Smith auch in Filmen anderer Regisseure auf, in Andy Warhols Batman Dracula spielte er die Hauptrolle. Er war außerdem in einigen Theaterproduktionen von Robert Wilson zu sehen.
Außerdem arbeitete er als Photograph und betrieb das Hyperbole Photographic Studio in New York. 1962 veröffentlichte er die Fotosammlung The Beautiful Book.
Jack Smith starb in New York mit 56 Jahren an der Immunschwächekrankheit AIDS.
1993 wurde er zur Bühnenfigur in dem Solo-Stück Roy Cohn / Jack Smith von Ron Vawter.

## Filmografie
Eigene Produktionen (Auswahl)
- 1961 Flaming Creatures (s/w, 46 min.)
- 1963 Normal Love (80 min.)
- 1968 No President (auch: The Kidnapping of Wendell Wilkie by The Love Bandit, ca. 50 min.)

Darsteller
- 1982 Mein New York, Kurzfilm von Rosa von Praunheim

## Schriften
- 1962 The Beautiful Book (Dead Language Press, wvö. 2001 Granary Books)